# Strada nazionale 6 (Paraguay)
La strada nazionale PY06 "Doctor Juan León Mallorquín" (Ruta Nacional 6 "Doctor Juan León Mallorquín" in spagnolo) è una strada statale paraguaiana che unisce la città di Encarnación con Minga Guazú, dnei pressi di Ciudad del Este, dove s'interseca con la strada nazionale 2.